# 小紅厝月經博物館
小紅厝月經博物館（しょうこうさくげっけいはくぶつかん、繁: 小紅厝月經博物館、英: The Red House Period Museum）は、台湾台北市大同区にある博物館である。2022年6月に、世界唯一の月経を主題とする博物館として開館した。月経を生理学、心理学、芸術、社会問題など様々な側面からとらえた展示のほか、月経の社会的課題に取り組む催し物なども行っている。

## 背景
博物館を開設し、運営する非営利活動法人「小紅帽 With Red」（社団法人全球小紅帽協会）は、2019年に設立された。小紅帽代表の活動家ヴィヴィ・リン（林薇）は、自身が初潮を迎えたのち、個人的に生理に関する活動を行っていた。その後、オランダ留学中に難民支援に携わり、支援物資に生理用品が大幅に不足していたことから、支援者側にも生理についての認識が駆けている現実に直面する。その後、スコットランド留学中には「生理用品（無償提供）（スコットランド）法」案が提出される場面を目の当たりにし、生理にかかわる問題に取り組む意思を強くする。翻って母国台湾では、生理の問題について現状を把握しようにも、そのための調査さえ行われていないことを知り、同志を集めて団体を結成し、「生理の貧困」、「生理の不平等」、「生理への偏見」を解消することを目標に活動を開始。以来、生理についての学校等への出張授業や、生理の貧困経験者への生理用品の送付、生理に関する政策に対するロビー活動、生理用品の無償提供を行う施設等を案内する「フレンドリーマップ」作成などの活動を行っている。一方で、小紅帽は創設当初から、活動の拠点となり、生理への偏見をなくすために生理について知ることができる博物館を欲しており、3年がかりの準備の末に、2022年6月30日に月経博物館を開館させた。

## 立地
月経博物館は、台北市の中でも古くから発展した大同区の、食料品店などが並ぶ伝統市場の一画にある。若者や観光客が集まる中心地から離れ、伝統的な路地に施設を構えることは、生理について語ることが、日常的な買い物に行くのと同じように当たり前のことになってほしい、という小紅帽の理念にかなったものになっている。
博物館は、以前は診療所を営んでいた、築50年以上になるレンガ造りの古い家屋を改修して、整備された。完成した博物館は、2023年の台北市における古家屋改修・改築の優秀10作品（台北老屋新生大獎）の1つにも選ばれた。

## 施設
月経博物館の入口は、ガラス張りで透明性の高い外観をしており、脇におかれたベンチには、血のしずくを擬人化した、可愛らしい笑顔のマスコット人形が置かれ、来館者を出迎える。博物館は、3階建ての建物の1階と2階を展示室としている。

### 1階
1階は、血管を想起させる大きな赤い木、そして洗面台と女性の外陰部の絵を組み合わせた「生來綻放」と題したインスタレーションなどが、博物館の主題を印象付ける。1階の展示は、生理学的な月経の知識を学べるものが中心で、観覧者が親しみやすいように、やわらかい造形や、子供向け教科書から抜け出したような優しげな意匠が貫かれている。子供もみやすいように、子供の身長での視点を意識した展示の配置もなされている。
1階ではまた、期間を限定して特別展も実施されている。開館した2022年の12月から翌2023年4月までは、イギリスの社会派美術家アリー・ズラター（Ally Zlatar）の作品を展示する特別展「驚紅一瞥」が行われた。2023年6月からは、触れて遊べる布と綿で作った巨大な子宮の模型を中心とした特別展「哇！是月經欸！」が行われた。

### 2階
2階は、子宮の中を印象付ける赤い塗装が壁にも天井にも施されている。展示は、小紅帽が取り組む生理の社会的な課題に関するものが並んでいる。
「生理の貧困」の現状についての情報が提示され、台湾では女性のおよそ9パーセントが経済的理由により生理用品の購入に困難を感じていることなどが記されている。多種多様な生理用品が展示され、店頭では包装されてみることができない内容を、実際に手にとってみることができるようになっている。世界各地の、生理に関する書籍・教材や、小紅帽が自主開発した教材なども閲覧できる。
「生理への偏見」に対する取り組みとして、小紅帽が様々な世代の台湾女性に聞き取りをし記録した、生理にまつわる個人の体験談を、広く共有する展示も行われている。この展示は、博物館の開館に先立って、台灣國家婦女館で開催された企画展「阿媽ê月」と共通するものになっている。加えて、来館者が自身の生理にまつわる体験を手紙として書き残し、別の来館者がそれを閲覧することができる展示もある。
また、博物館の2階には、小紅帽の活動の一環でワークショップなどが開催できる空間も用意されている。

## 運営
月経博物館の経費や、運営する小紅帽の活動費のほとんどは、寄付によってまかなわれており、一部は助成金などを活用している。博物館は、金・土・日曜日に開館し、入館料は無料である。来館者のおよそ4割は男性で、海外から訪れる人も少なくない。開館から2年余りで、入館者数は1万人に達している。